# Luckaitztal
Luckaitztal (Nedersorbisch: Łucajcyny ) is een gemeente in de Duitse deelstaat Brandenburg, en maakt deel uit van de Landkreis Oberspreewald-Lausitz.

## Demografie
- Ontwikkeling van de bevolking sinds 1875 binnen de huidige grenzen (blauwe lijn: Bevolking; stippellijn: Vergelijking van de ontwikkeling van de bevolking van de deelstaat Brandenburg, Grijze achtergrond: tijdens de nazi-regering, Rode achtergrond: tijdens de communistische regering)

| Jaar | Inwoners |
| ---- | -------- |
| 1875 | 1 257    |
| 1890 | 1 126    |
| 1910 | 1 353    |
| 1925 | 1 339    |
| 1933 | 1 250    |
| 1939 | 1 254    |
| 1946 | 1 548    |
| 1950 | 1 611    |
| 1964 | 1 262    |
| 1971 | 1 329    |

| Jaar | Inwoners |
| ---- | -------- |
| 1981 | 1 150    |
| 1985 | 1 061    |
| 1989 | 965      |
| 1990 | 949      |
| 1991 | 918      |
| 1992 | 897      |
| 1993 | 891      |
| 1994 | 891      |
| 1995 | 903      |
| 1996 | 893      |

| Jaar | Inwoners |
| ---- | -------- |
| 1997 | 891      |
| 1998 | 918      |
| 1999 | 928      |
| 2000 | 957      |
| 2001 | 948      |
| 2002 | 970      |
| 2003 | 968      |
| 2004 | 969      |
| 2005 | 961      |
| 2006 | 958      |

| Jaar | Inwoners |
| ---- | -------- |
| 2007 | 936      |
| 2008 | 904      |
| 2009 | 893      |
| 2010 | 875      |
| 2011 | 876      |
| 2012 | 864      |
| 2013 | 848      |

Altdöbern ·
Bronkow ·
Calau ·
Frauendorf ·
Großkmehlen ·
Großräschen ·
Grünewald ·
Guteborn ·
Hermsdorf ·
Hohenbocka ·
Kroppen ·
Lauchhammer ·
Lindenau ·
Lübbenau ·
Luckaitztal ·
Neu-Seeland ·
Neupetershain ·
Ortrand ·
Ruhland ·
Schipkau ·
Schwarzbach ·
Schwarzheide ·
Senftenberg ·
Tettau ·
Vetschau/Spreewald